# ایر دو
ایر دو (به انگلیسی: Air Do) یک شرکت هواپیمایی با کد یاتا HD است که در تاریخ ۱۱ نوامبر ۱۹۹۶ میلادی تأسیس شده و در تاریخ ۲۰ دسامبر ۱۹۹۸ فعالیتش را آغاز کرده‌است. دفتر مرکزی ایر دو در ساپورو، هوکایدو، ژاپن واقع شده‌است و قطب این شرکت هواپیمایی در فرودگاه هانه‌دا قرار دارد و به ۱۰ مقصد، پرواز مستقیم انجام می‌دهد.